# Michael Preetz
Michael Preetz (ur. 17 sierpnia 1967 w Düsseldorfie) – niemiecki piłkarz występujący na pozycji napastnika.

## Kariera klubowa
Michael Preetz zawodową karierę rozpoczynał w 1986 roku w Fortunie Düsseldorf. W debiutanckim sezonie rozegrał dla niej 23 ligowe mecze i strzelił 5 bramek. Najlepszą skuteczność Niemiec prezentował w sezonie 1988/1989, który skończył z 11 trafieniami na koncie.
Latem 1990 roku Preetz odszedł do 1. FC Saarbrücken. W sezonie 1991/1992 w 32 pojedynkach zdobył 17 goli, co po Radku Druláku dało mu drugie miejsce w klasyfikacji najlepszych strzelców drugiej ligi. Po zakończeniu ligowych rozgrywek Niemiec podpisał kontrakt z MSV Duisburg. Zajął z nim drugie miejsce w ligowej tabeli i awansował do Bundesligi, a sam strzelił 17 bramek. W pierwszej lidze Preetz miał już słabszą skuteczność. Cały zespół MSV Duisburg w 34 meczach zdobył 41 bramek, 2 autorstwa Preetza.
Po zakończeniu rozgrywek niemiecki napastnik przeniósł się do SG Wattenscheid 09, skąd w 1996 roku trafił do Herthy Berlin. W sezonie 1998/1999 strzelając 23 gole Preetz został królem strzelców Bundesligi. Przez pierwsze pięć sezonów gry w Hercie Niemiec był najlepszym strzelcem swojego zespołu, dopiero w dwóch ostatnich latach gry dla „Die Alte Dame” więcej trafień zaliczał Brazylijczyk Marcelinho Paraíba. W barwach Herthy Preetz wystąpił 227 razy i zdobył 93 bramki. Piłkarską karierę zakończył w 2003 roku, a następnie przyjął ofertę pracy w zarządzie berlińskiego klubu.

### Statystyki klubowe
| Klub               | Sezon              | Liga               | Liga  | Liga   | Puchar kraju | Puchar kraju | Europa | Europa | Puchar ligi | Puchar ligi | Suma  | Suma   |
| Klub               | Sezon              | Liga               | Mecze | Bramki | Mecze        | Bramki       | Mecze  | Bramki | Mecze       | Bramki      | Mecze | Bramki |
| ------------------ | ------------------ | ------------------ | ----- | ------ | ------------ | ------------ | ------ | ------ | ----------- | ----------- | ----- | ------ |
| Fortuna Düsseldorf | 1986/1987          | Bundesliga         | 23    | 5      | 5            | 3            | –      | –      | –           | –           | 28    | 8      |
| Fortuna Düsseldorf | 1987/1988          | 2 Bundesliga       | 22    | 4      | 2            | 0            | –      | –      | –           | –           | 24    | 4      |
| Fortuna Düsseldorf | 1988/1989          | 2 Bundesliga       | 31    | 11     | 1            | 0            | –      | –      | –           | –           | 32    | 11     |
| Fortuna Düsseldorf | 1989/1990          | Bundesliga         | 15    | 0      | 2            | 0            | –      | –      | –           | –           | 17    | 0      |
| Fortuna Düsseldorf | Ogólnie            | Ogólnie            | 91    | 20     | 10           | 3            | 0      | 0      | 0           | 0           | 101   | 23     |
| 1. FC Saarbrücken  | 1990/1991          | 2 Bundesliga       | 38    | 12     | 4            | 1            | –      | –      | –           | –           | 42    | 13     |
| 1. FC Saarbrücken  | 1991/1992          | 2 Bundesliga Süd   | 32    | 16     | 2            | 0            | –      | –      | –           | –           | 34    | 16     |
| 1. FC Saarbrücken  | Ogólnie            | Ogólnie            | 70    | 28     | 6            | 1            | 0      | 0      | 0           | 0           | 76    | 29     |
| MSV Duisburg       | 1992/1993          | 2 Bundesliga       | 42    | 17     | 2            | 1            | –      | –      | –           | –           | 44    | 18     |
| MSV Duisburg       | 1993/1994          | Bundesliga         | 23    | 2      | 4            | 1            | –      | –      | –           | –           | 27    | 3      |
| MSV Duisburg       | Ogólnie            | Ogólnie            | 65    | 19     | 6            | 2            | 0      | 0      | 0           | 0           | 71    | 21     |
| SG Wattenscheid 09 | 1994/1995          | 2 Bundesliga       | 32    | 10     | 2            | 2            | –      | –      | –           | –           | 34    | 12     |
| SG Wattenscheid 09 | 1995/1996          | 2 Bundesliga       | 28    | 7      | 2            | 0            | –      | –      | –           | –           | 30    | 7      |
| SG Wattenscheid 09 | Ogólnie            | Ogólnie            | 60    | 17     | 4            | 2            | 0      | 0      | 0           | 0           | 64    | 19     |
| Hertha BSC         | 1996/1997          | 2 Bundesliga       | 31    | 9      | 2            | 1            | –      | –      | –           | –           | 33    | 10     |
| Hertha BSC         | 1997/1998          | Bundesliga         | 32    | 14     | 2            | 0            | –      | –      | –           | –           | 34    | 14     |
| Hertha BSC         | 1998/1999          | Bundesliga         | 34    | 23     | 2            | 1            | –      | –      | –           | –           | 36    | 24     |
| Hertha BSC         | 1999/2000          | Bundesliga         | 32    | 12     | 2            | 1            | 12     | 2      | 1           | 0           | 47    | 15     |
| Hertha BSC         | 2000/2001          | Bundesliga         | 33    | 16     | 2            | 1            | 6      | 2      | 3           | 1           | 44    | 20     |
| Hertha BSC         | 2001/2002          | Bundesliga         | 34    | 12     | 3            | 0            | 4      | 1      | 3           | 1           | 44    | 14     |
| Hertha BSC         | 2002/2003          | Bundesliga         | 31    | 7      | 1            | 1            | 7      | 2      | 1           | 1           | 40    | 11     |
| Hertha BSC         | Ogólnie            | Ogólnie            | 227   | 93     | 14           | 5            | 29     | 7      | 8           | 3           | 278   | 108    |
| Ogólnie w karierze | Ogólnie w karierze | Ogólnie w karierze | 513   | 177    | 40           | 13           | 29     | 7      | 8           | 3           | 578   | 200    |

## Kariera reprezentacyjna
W reprezentacji Niemiec Preetz zadebiutował 6 lutego 1999 roku w przegranym 3:0 meczu przeciwko Stanom Zjednoczonym. W tym samym roku wystąpił w Pucharze Konfederacji, w którym zdobył gola w wygranym 2:0 spotkaniu rundy grupowej z Nową Zelandią. Łącznie dla drużyny narodowej Preetz rozegrał siedem meczów i strzelił trzy bramki.

## Odznaczenia
- Berliński Order Zasługi (2003)[1]